# Cara Cunningham
Cara Cunningham (tidigare Chris Crocker), född 7 december 1987 i Bristol, Tennessee, är en amerikansk internetkändis och videobloggare. Hon uppmärksammades 2007 för videon Leave Britney Alone!. Videorna på hennes Youtube-kanal har fått över 200 miljoner visningar sammanlagt. Hennes Vlog-kanal är den 17:e mest visade någonsin. Hon bor i det amerikanska bibelbältet.